# 罗米吉耶尔
罗米吉耶尔（法語：Romiguières，法語發音：[ʁɔmiɡjɛʁ]）是法国埃罗省的一个市镇，属于洛代沃区。

## 地理
罗米吉耶尔（43°49'6"N, 3°13'49"E）面积3.45 平方千米，位于法国奧克西塔尼大區埃罗省，该省份为法国南部沿海省份，南濒地中海，西南接奥德省，西北接塔恩省和阿韦龙省，东北与加尔省接壤。
与罗米吉耶尔接壤的市镇（或旧市镇、城区）包括：勒克拉皮耶、科尔尼斯、洛鲁、莱里沃、罗克勒东德。
罗米吉耶尔的时区为UTC+01:00、UTC+02:00（夏令时）。

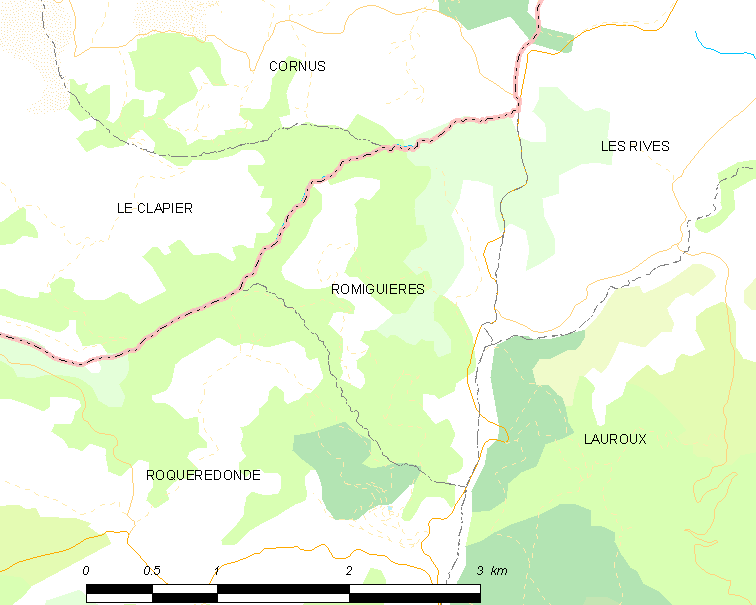
罗米吉耶尔的OSM定位图

## 行政
罗米吉耶尔的邮政编码为34650，INSEE市镇编码为34231。

## 政治
罗米吉耶尔所属的省级选区为洛代沃县。

## 人口

1962-2008年间罗米吉耶尔人口变化图示

罗米吉耶尔于2022年1月1日时的人口数量为23人。